# Partia Protekcjonistyczna
Partia Protekcjonistyczna (Protectionist Party) – ugrupowanie polityczne istniejące w Australii od lat 80. XIX wieku do roku 1909. Jak sama nazwa wskazuje, jej kluczowym elementem programowym było poparcie dla protekcjonizmu w polityce handlowej. Matecznikiem partii była Wiktoria, cieszyła się także sporym poparciem na terenach wiejskich Nowej Południowej Walii.
Dwoma najważniejszymi przywódcami Protekcjonistów byli dwaj pierwsi premierzy zjednoczonej Australii, Edmund Barton i Alfred Deakin. Gdy kwestia taryf celnych straciła pierwszoplanowe znaczenie w australijskiej polityce, w 1909 ugrupowanie połączyło się z Partią Wolnego Handlu, tworząc Związkową Partię Liberalną.